# Il drago riluttante
Il drago riluttante (The Reluctant Dragon) è un film d'animazione del 1941 diretto da Alfred L. Werker e Hamilton Luske.
Essenzialmente un tour dell'allora nuova struttura dei Walt Disney Studios a Burbank, il film è interpretato dal comico radiofonico Robert Benchley e molti membri dello staff Disney come Ward Kimball, Fred Moore, Norman Ferguson, Clarence Nash e Walt Disney, tutti nei panni di se stessi. Il film fu distribuito negli Stati Uniti dalla RKO Radio Pictures il 27 giugno 1941. È stato trasmesso in televisione col titolo Il drago recalcitrante.
I primi venti minuti del film sono in bianco e nero e il resto è in Technicolor. La maggior parte del film è in live action, con alcune sequenze d'animazione inserite in esso tra cui: Baby Weems (presentato come una sequenza di storyboard con effetti animati), Come andare a cavallo con Pippo e il cortometraggio Il drago riluttante, basato sull'omonimo racconto di Kenneth Grahame. La durata totale di tutte le parti animate è di 40 minuti.

## Trama
Robert Benchley gioca nella sua piscina, sparando freccette ad anatre giocattolo, mentre sua moglie gli legge Il drago riluttante e cerca di convincerlo a vendere a Walt Disney l'idea per trarne un film. Nonostante le resistenze di Benchley che non vuole rendersi ridicolo, la moglie finalmente lo convince e i due vanno ai Walt Disney Studios. Lì, la moglie lascia Benchley al cancello dello studio mentre va a fare la spesa. Dopo il suo arrivo, Benchley sfugge a una guida eccessivamente invadente di nome Humphrey. Mentre vaga per lo studio, Benchley si imbatte in varie fasi della lavorazione dei film Disney e impara a conoscere il processo dell'animazione tradizionale, alcune delle cui sfaccettature sono spiegate da un'impiegata dello staff di nome Doris.
- L'aula di disegno dal vero, dove gli animatori imparano a fare la caricatura di persone e animali osservando quelli reali.
- Una sessione di registrazione della colonna sonora e delle voci con Clarence Nash, la voce di Paperino, e Florence Gill, la voce di Chiquita.
- Una sessione di registrazione degli effetti sonori per un cartone animato con Casimiro di Dumbo - L'elefante volante. In questa scena Doris mostra il Sonovox, che è stato utilizzato per creare la voce del treno.
- La stanza delle telecamere, con una dimostrazione della telecamera multipiano. Quando Benchley entra nella stanza, il film passa da scala di grigi e bianco e nero a Technicolor, cosa di cui si accorge lui stesso. Paperino appare sul supporto della telecamera per aiutare a spiegare i meccanismi della fotografia dell'animazione.
- Il reparto inchiostro e tempera, incluso un montaggio che mostra la verniciatura in Technicolor. Doris presenta un rodovetro del protagonista di Bambi.
- Il reparto di realizzazione delle maquette (statuette) che aiutano gli animatori a visualizzare un personaggio da tutti i lati. Alcune maquette raffigurano personaggi de Le avventure di Peter Pan e Lilli e il vagabondo, che a causa della seconda guerra mondiale verranno realizzati solo nel decennio successivo. Qui Benchley riceve un busto con una sua caricatura.
- Il reparto degli storyboard, dove un gruppo di artisti testano su Benchley la loro idea per un nuovo cortometraggio: Baby Weems. La storia, che racconta di un neonato estremamente intelligente, viene mostrata al pubblico sotto forma di animatic o story reel, utilizzando un'animazione limitata.
- La stanza degli animatori, in cui Benchley guarda Ward Kimball animare Pippo. Lui e il pubblico ricevono anche un'anteprima di un nuovo cartone animato di Pippo, Come andare a cavallo (How to Ride a Horse), la prima delle tante parodie howto della serie Pippo dirette da Jack Kinney. Il cortometraggio fu poi distribuito autonomamente il 24 febbraio 1950. Dopo aver visto la presentazione di Pippo, Benchley assiste a Norman Ferguson che anima Pluto.

Humphrey, che ha inseguito Benchley per tutto il tempo, alla fine lo trova e lo consegna di persona a Walt Disney, che è nella sala di proiezione dello studio per proiettare un film appena completato. Disney invita Benchley a unirsi a loro; con un leggero imbarazzo e sollievo di Benchley, il film che proiettano è un cortometraggio di due rulli basato proprio sul libro che lui voleva che Walt adattasse, Il drago riluttante (poi distribuito autonomamente nel 1946). Mentre Benchley e sua moglie guidano verso casa, la donna lo sgrida per aver perso tempo ed essersi fatto sfuggire l'occasione, al che Benchley risponde "Oh, frottole!" con la voce di Paperino.

### Cortometraggi

#### Come andare a cavallo
Seguendo la voce di un narratore, Pippo mostra comicamente le basi per andare a cavallo, dalla scelta dei vestiti giusti, al montaggio, alle andature di base, al salto e al riportare il cavallo alla stalla (finché il cavallo non sente la parola "stalla" e ci torna da solo).

#### Il drago riluttante
Un simpatico drago rifiuta ostinatamente il proprio ruolo e preferisce vivere pacificamente sorseggiando tè e dilettandosi di poesia e musica. I contadini medievali lo credono però una creatura pericolosa, come un comune drago sputafuoco, mentre il drago sputa solamente innocue nuvole di fumo. Ma un ragazzo coraggioso e Sir Giles, un famoso e nobile "uccisore dei draghi", lo convinceranno a sfoderare le doti che faranno di lui un vero drago. Durante una battaglia improvvisata tra il drago e il cavaliere, la creatura finge di battersi ed impara a diventare un duro e sputare fuoco. Alla fine il drago viene accettato da tutti gli abitanti del paese.

## Produzione
Il film fu prodotto dalla Disney per due motivi. Il primo è una risposta alle richieste del pubblico che desiderava visitare il luogo di nascita dei propri personaggi preferiti. In effetti, all'epoca, la maggior parte degli studi di produzione consentiva di visitare i set cinematografici tranne la Disney. Inoltre, gli studi Disney si erano appena trasferiti in una nuova sede, i Walt Disney Studios di Burbank. Gran parte dell'animazione del film fu realizzata nei vecchi studi di Hyperion Avenue, mentre le riprese dal vivo utilizzarono le nuove strutture. Il secondo motivo era ottenere entrate economiche per avviare altri progetti. Pinocchio e Fantasia, entrambi usciti nel 1940, non avevano ottenuto i risultati attesi e con questo film a budget ridotto (600.000 dollari), Disney sperava di ottenere un sostanziale guadagno.
All'inizio del 1940, Walt incontrò Benchley e una vivace conferenza si concluse con l'idea che Benchley conducesse un tour dei Walt Disney Studios, oltre ad assistere a sequenze animate. Avendo recentemente ottenuto i diritti de Il vento tra i salici di Kenneth Grahame, Disney decise che il climax animato sarebbe stato un capitolo di un precedente libro di Grahame, Giorni di sogno, che contiene una parodia sulla leggenda di San Giorgio e il drago.
La maggior parte dello sviluppo della sceneggiatura, sia della parte live-action del film che del segmento animato Il drago riluttante, ebbe luogo nel maggio 1940. I materiali conservati nei Walt Disney Archives indicano che furono considerati vari approcci alla storia live-action. Uno di questi si rifletteva in un articolo del New York Times del luglio 1940 che annunciava che Benchley sarebbe apparso come un dipendente Disney confuso che vagava per lo studio. Sebbene le riprese della parte live-action del film non siano iniziate fino all'ottobre 1940, un articolo del New York Times dell'agosto 1940 riferì che il lavoro sulle sequenze animate era già iniziato. Alfred L. Werker, il regista delle sequenze live-action, e Jasper Blystone, il suo assistente, furono presi in prestito dalla 20th Century Fox.
Le trascrizioni delle riunioni sulla sceneggiatura, conservate negli archivi dello studio, suggeriscono che gli sceneggiatori Hal Sloane, David Hall e Ray Jacobs lavorarono alla sequenza animata Il drago riluttante, ma l'entità del loro contributo al film finito non è stata determinata. Le trascrizioni delle riunioni indicano anche che Disney considerò l'inclusione nel film della sequenza Clair de Lune che era stata eliminata da Fantasia, di Benny Goodman che avrebbe fornito la musica per una sequenza animata su animali della giungla che ballano al ritmo della musica swing, e di Sterling Holloway come voce del Drago. Tuttavia, nessuno di questi artisti apparve o contribuì al film finito. Durante lo sviluppo della sceneggiatura del corto Il drago riluttante, il cavaliere fu provvisoriamente chiamato "Sir George" e tale nome appare nei crediti del pressbook, sebbene il personaggio si chiami Sir Giles nel film.
I documenti dello studio indicano che Ub Iwerks diresse diversi segmenti animati per il film nel novembre 1940, la maggior parte dei quali non furono utilizzati. Questi includevano "immagini fantasma" di Paperino e Chiquita, che dovevano essere sovrapposte alle scene live-action di Clarence Nash e Florence Gill. Gli stessi documenti mostrano che Iwerks diresse anche la sequenza con Casimiro e che i disegni di Paperino usati come oggetti di scena nella sequenza delle telecamere furono realizzati dal dipartimento dei fumetti Disney.
Secondo il file del film nella MPAA/PCA Collection presso la biblioteca dell'AMPAS, il cortometraggio Come andare a cavallo fu prodotto indipendentemente da Il drago riluttante e ricevette un numero di certificato separato. Alla fine di aprile del 1941, tuttavia, Disney decise di incorporarlo nel film. Pinto Colvig, doppiatore di Pippo, era assente dagli studi Disney dal 1937, così per la voce del personaggio furono riutilizzate clip d'archivio da cortometraggi precedenti.
Il film segnò la prima apparizione di Walt Disney sullo schermo in un lungometraggio. La recensione del Motion Picture Herald Product Digest del maggio 1941 descrive un finale che differisce da quello della versione definitiva: "Quando il film finisce e le luci si accendono, Disney si rivolge a Benchley per un consiglio. Non c'è Benchley – solo il libro sulla sua sedia e una nota che dice: "Caro Walt: questo è tutto".

## Distribuzione

### Data di uscita
Le date di uscita internazionali sono state:
- 27 giugno 1941 negli Stati Uniti
- 19 settembre nel Regno Unito
- 18 dicembre in Brasile (O Dragão Dengoso)
- 25 febbraio 1942 in Messico (El dragón chiflado)
- 1º luglio in Irlanda
- 28 settembre in Portogallo (Parada de Maravilhas)
- 1º marzo 1943 in Svezia (Den fredliga draken)
- 2 novembre 1943 in Uruguay
- 24 maggio 1946 in Spagna (El dragón chiflado)
- 16 luglio 1947 in Francia (Les secrets de Walt Disney)
- 9 settembre 1948 a Hong Kong
- 10 luglio 1950 in Australia
- 15 settembre in Finlandia (Lempeä lohikäärme)
- 27 luglio 1951 nei Paesi Bassi
- 8 aprile 1952 in Germania Ovest (Walt Disneys Geheimnisse)
- 10 giugno 1953 in Danimarca (En dag med Disney)
- 21 marzo 1956 in Giappone (リラクタント・ドラゴン)

### Edizione italiana
Un mediometraggio di circa 34 minuti dal titolo I segreti di Walt Disney, composto dalle sole sequenze in live action del film, uscì nei cinema italiani il 20 febbraio 1952 abbinato a Lo scrigno delle sette perle. Come andare a cavallo fu inizialmente inserito nel film di montaggio Pippo olimpionico (1972), per poi venire trasmesso in televisione singolarmente nei primi anni novanta con un doppiaggio eseguito dal Gruppo Trenta. Il cortometraggio Il drago riluttante fu invece inserito nella VHS Da "Fantasia" L'apprendista stregone e altre storie inedite uscita nel settembre 1987, anch'esso doppiato dal Gruppo Trenta su dialoghi di Mario Paolinelli.
La sera di Natale del 2006 il film fu trasmesso integralmente su Studio Universal col titolo Il drago recalcitrante, accompagnato da un'intervista a Roy E. Disney. Essendo andato perduto il doppiaggio della versione ridotta, il film andò in onda in inglese sottotitolato, eccetto per il cortometraggio Il drago riluttante per cui fu utilizzato il doppiaggio del 1987. Il 12 novembre 2019 il film è stato pubblicato su Disney+ interamente in inglese sottotitolato.

### Edizioni home video

#### Lungometraggio
Il film è stato distribuito in home video esclusivamente in America del Nord. Fu pubblicato in VHS il 6 febbraio 1991. Il 3 dicembre 2002 fu inserito nel primo disco della raccolta DVD-Video Behind the Scenes at the Disney Studio, facente parte della collana Walt Disney Treasures. Il DVD include, oltre a introduzioni di Leonard Maltin, un'intervista a Joe Grant sulla sequenza di "Baby Weems" e una galleria fotografica. L'8 maggio 2007 il film uscì in DVD autonomamente, in esclusiva per gli iscritti del Disney Movie Club, ma senza contenuti speciali. Il 12 agosto 2014 fu inserito come extra, in alta definizione, nell'edizione Blu-ray Disc "2-Movie Collection" dei film Le avventure di Ichabod e Mr. Toad e Bongo e i tre avventurieri.

#### Cortometraggi
Come andare a cavallo fu pubblicato in VHS in America del Nord il 15 ottobre 1981 nella raccolta Goofy Over Sports, quindi nel 1983 fu inserito nel CED Disney Cartoon Parade Vol. 5 e nel Laserdisc More Sport Goofy. Il 31 maggio 2005 fu inserito nel DVD-Video Extreme Adventure Fun, pubblicato in America del Nord il 31 maggio 2005. L'edizione italiana del corto non fu mai pubblicata in VHS, se non (incompleta) come parte del film Pippo olimpionico e della sua versione ridotta direct-to-video Pippo star delle olimpiadi (1992). Il corto fu pubblicato, autonomamente e integralmente, solo nei DVD Extreme Sports Fun ed Extreme Adventure Fun, usciti il 17 novembre 2005.
Il drago riluttante fu pubblicato in VHS in America del Nord nel 1987, con Morris la piccola alce come corto extra; la cassetta fu ristampata l'anno successivo nella collana Walt Disney Mini Classics, per la quale il corto uscì anche in Laserdisc (sempre con il corto extra). Uscì poi in DVD nel quarto volume della collana It's a Small World of Fun! (uscito in America del Nord il 13 febbraio 2007) e nel sesto volume della collana Walt Disney Animation Collection: Classic Short Films. L'edizione italiana del corto fu inserita nella VHS Da "Fantasia" L'apprendista stregone e altre storie inedite uscita nel settembre 1987, quindi pubblicata in VHS autonomamente nel febbraio 1993 nella collana I Miniclassici con Morris la piccola alce come corto extra. Il corto fu poi inserito nel sesto volume della collana Le fiabe, uscito il 20 maggio 2004.

## Accoglienza

### Incassi
Il film fu un flop al botteghino, incassando meno di 542.000 dollari (quasi 100.000 in meno del suo costo).

### Critica
Variety recensì il film scrivendo che "la regia fa scorrere l'azione dal vivo. Se c'è lentezza, è nella divisione dei cartoni animati", mentre The New York Times scrisse che "è buono solo la metà di Biancaneve e Pinocchio", definendo la parte in live action come un "film commerciale di lusso" ma lodando il cortometraggio finale. Molte recensioni furono abbastanza positive, ma apparentemente il pubblico rimase confuso dal fatto che il film non fosse una storia completamente animata come Pinocchio.

## Altri media
Il drago riluttante e Sir Giles fanno vari camei nel film Chi ha incastrato Roger Rabbit (1988). Il drago riluttante fa anche brevi camei in House of Mouse - Il Topoclub, in particolare all'inizio dell'introduzione, appare anche nel corto Once Upon a Studio che celebra i 100 anni della Disney.

## Casi mediatici
La distribuzione del film fu ritardata da problemi sindacali che si erano accumulati al Disney Studio dall'inizio dell'anno e culminarono in uno sciopero alla fine di maggio. Circa 700 membri della Screen Cartoonist's Guild uscirono dal Disney Studio il 28 maggio 1941 e lo sciopero non fu risolto fino all'inizio di settembre. Gli scioperanti ostacolarono un'anteprima del film per i critici di Hollywood all'inizio di giugno. L'anteprima del 20 giugno a Los Angeles fu boicottata da scioperanti o simpatizzanti dello sciopero, che marciarono davanti al cinema con i cartelli e appesero un cartellone con una caricatura del drago del film e le scritte "Chi è riluttante? Io sono arrabbiato" e "Disney ingiusto con i suoi artisti". In un'altra città, dei simpatizzanti sfilarono per la strada indossando un costume da drago recante la scritta "Il Disney riluttante". Alcuni critici commentarono lo sciopero, tra cui quello di Variety che scrisse: "Una curiosa coincidenza è la distribuzione de Il drago riluttante – pianificata due o tre anni fa – in questo particolare momento, quando i dipendenti dello studio Disney sono in sciopero. Nemmeno il dottor Goebbels potrebbe fare un lavoro di propaganda migliore di mostrare i lavoratori della fabbrica penna-e-inchiostro della Disney come un gruppo felice e contento che svolge le sue faccende quotidiane in un ambiente idilliaco".